# Eliezer Moses
Menachem Eliezer Moses (en hébreu : מנחם אליעזר מוזס), né le 20 octobre 1946 en Palestine, est un homme politique et député au parlement israélien, la Knesset.

## Biographie
Moses a instruit dans une école talmudique. Il a travaillé en tant que directeur général adjoint au ministère de l'Éducation et a été responsable de l'éducation ultra-orthodoxe. Il a également aidé à planifier et mettre en place des maisons de repos pour des personnes âgées et des logements pour les jeunes couples.
Il a été placé onzième sur la liste Torah Judaïsme Unies pour les élections de 2006, mais n'a pas été élu. Avant les élections de 2009, il a été classé cinquième sur la liste du parti, et entre à la Knesset. En février 2011, il est nommé sous-ministre de l'Éducation quand Meir Porush a démissionné de son siège dans le cadre d'un accord de rotation.
Moses vit actuellement à Jérusalem, et il est marié et père de dix enfants.